# Grad Libenštajn
Grad Libenštajn (nemško Liebenstein) je bil grad v bližini trškega naselja Prebolda, na nižjem grebenu Tolstega vrha, južno od Tekstilne tovarne Prebold v občini Prebold, od katerega so danes vidni le še sledovi obrambnega jarka. 

## Zgodovina
Podatkov o tem, kdaj je bil grad Liebenštajn sezidan v pisnih virih ni. Zgrajen je bil verjetno v začetku 13. stoletja na alodialnem ozemlju gospodov Žovneških, vendar pa ne pred letom 1200. Grad je prvič omenjen v listini iz leta 1288 kot  castrum Liebenstain , ko ga je vdova Leopolda III. Žovneškega Margareta Vovbrška odstopila nečaku Ulrik II.. Grad (z gospostvom) je bil skupaj z Žovnekom, Šenekom in Ojstrico pri Vranskem del jedrne posesti Žovneških. Gradič, ki ga je Ulrik II. Žovneški še leta 1308 imenoval stolp in je sodil v celjsko deželno sodišče, kasneje pa v preboldsko deželsko sodišče. Leta 1308 je Ulrik Žovneški vse štiri alode predal vojvodi Frideriku Habsburškemu in jih takoj prejel nazaj v fevd. S staro rodbinsko posestjo so postali štajerski deželnoknežji vazali.
Grad so upravljali žovneško-celjski vitezi in vazali ter fevdniki, ki se omenjajo šele v 14. stoletju. V virih se kot prvi žovneško-celjski vitez na Libenštajnu pojavi Uschalk  (Ulschalk de Libenstain ) leta 1328, ki se je imenoval tudi po gradu Ojstrica. Leta 1335 in 1336 zasledimo Bertolda Liebenštajnerja, leta 1357 in 1359 viteza Vajkarda in Albrehta. Vajkard je bil zet Pirsa s Črnelega, zato je verjetno, da je bila velesovska nuna Greta, ki se je omenjala leta 1283 in 1289 v dveh listinah skupaj z Geisel s Črnelega, njegova hči. S poroko s kranjsko plemkinjo je družina prišla do posesti na vzhodnem Gorenjskem. Nato leta 1369 oziroma 1378 v listinah zasledimo Friderika Pomerehta von Liebenstain ter viteza Henrika, ki sta verjetno njihova sorodnika. Nato je ta viteška rodbina liebenštajnskih izginila.  Leta 1437 so Celjski grofje grad z majhno pripadajočo posestjo (10 hub)  podelili v sekundarni fevd Juriju Eckelheimerju. Po vsej verjetnosti je bil grad razrušen in opuščen v času bojev za celjsko dediščino, saj je vitez Eckelheimer v fevd prejel grad in gospostvo Ojstrica.